# Avesnes-les-Aubert
Avesnes-les-Aubert is een gemeente in het Franse Noorderdepartement (Frans: département du Nord) (regio Hauts-de-France). De plaats maakt deel uit van het arrondissement Cambrai. Avesnes-les-Aubert telde op 1 januari 2022 3.584 inwoners.

## Geografie
De oppervlakte van Avesnes-les-Aubert bedroeg op 1 januari 2022 9,01 vierkante kilometer; de bevolkingsdichtheid was toen 397,8 inwoners per km².

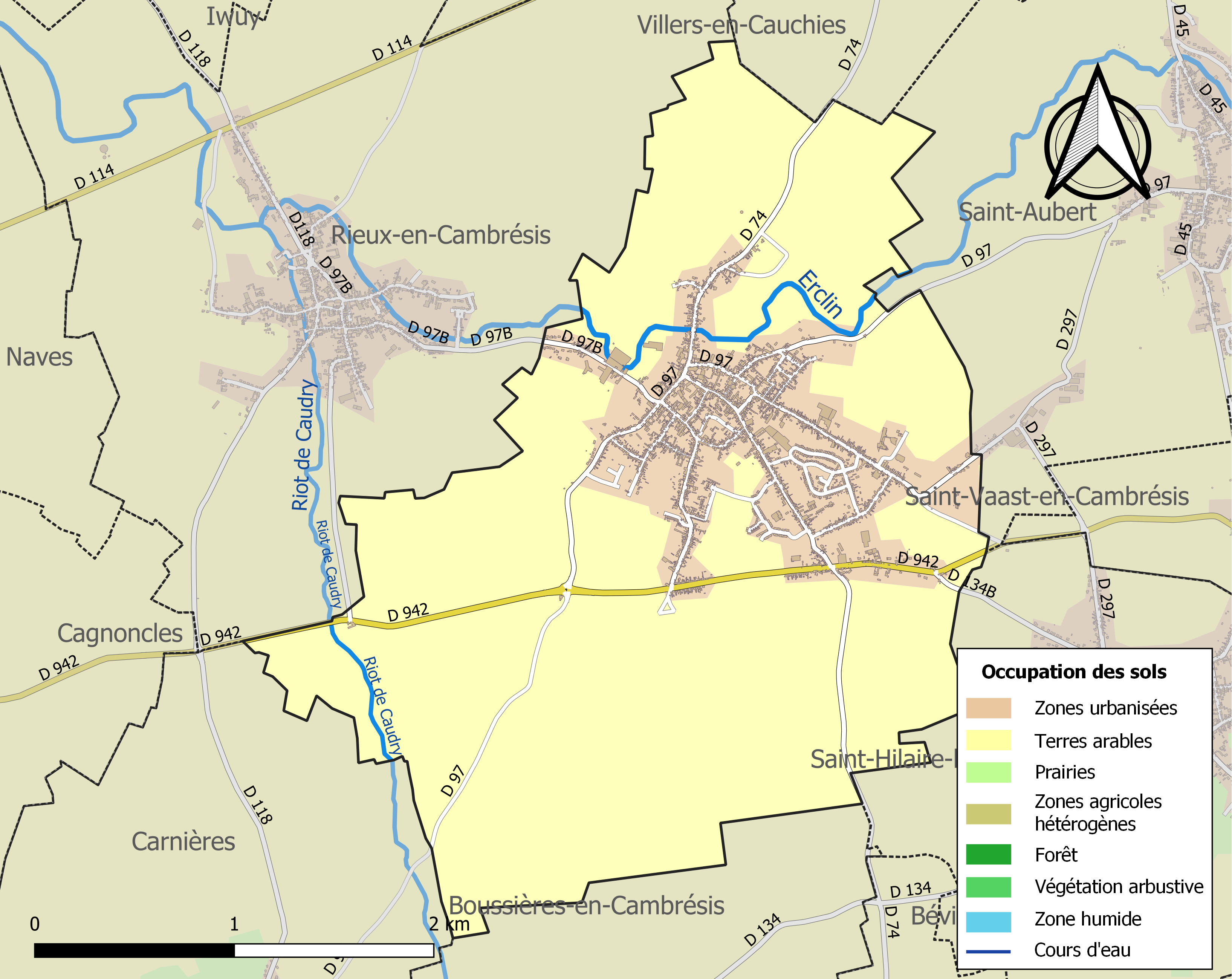
Kaart van de gemeente met belangrijkste infrastructuur, bodemgebruik en omliggende gemeenten

## Demografie
Onderstaande figuur toont het verloop van het inwonertal (bron: INSEE-tellingen).